# Световой пистолет

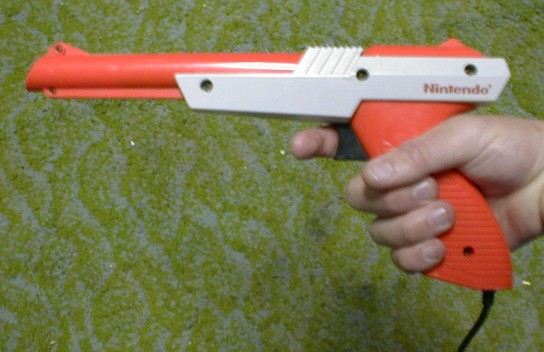
Zapper — световой пистолет для приставки NES. Версия для США

Световой пистолет — указывающее устройство для компьютеров и телевизионных игровых приставок. Данное устройство позволяет «стрелять» в экран телевизора, с соответствующей реакцией «попал-промахнулся».

## История
С появлением вакуумных фотоэлементов (1930-е годы) электронщики начали экспериментировать со световыми тирами. При этом конструкция была такой: в мишени располагался фотоэлемент, в стволе — источник света. Очко засчитывалось, если в момент выстрела свет попадал в фотоэлемент. Первым коммерческим автоматом, который работает на таком принципе, был Seeburg Ray-O-Lite (1936).
Для стрельбы в экран эту систему пришлось перевернуть: на экране подсвечиваются мишени, а в стволе ружья — фотоэлемент. Первое устройство, действующее на таком принципе (световое перо), было разработано для компьютера Whirlwind I.
Изначально световыми пистолетами комплектовались подключённые к электросети стационарные игровые автоматы со светочувствительными мишенями (регистрирующими точное место попадания выстрела), установленные в парках аттракционах и торгово-развлекательных центрах. В 1968 году такие игровые автоматы уже были в клубе "USO" для военнослужащих США в Нью-Йорке.
В 1974 году начались продажи игровой приставки Magnavox Odyssey, световое ружьё Shooting Gallery («тир») было необязательным аксессуаром для этой приставки. Впоследствии пистолетом снабжали приставки NES, Sega Megadrive, SNES. Для приставок типа NES он был обязательным в наборе, вместе с джойстиками и картриджем.
Пистолет применялся в играх Duck Hunt, Wild Gunman, Hogan's Alley, Clay Shooting, Baby Boomer и некоторых боевиках.
Переход на HD-телевизоры, начавшийся с конца 1990-х, закрыл самую простую разновидность пистолета, к тому же развитие геймдизайна создало новые жанры и усложнило геймплей имеющихся — с пистолетом такое провернуть сложно (хотя несколько раз это всё же пытались сделать: например, в Time Crisis под ногами игрока была педаль). Ностальгирующие геймеры испытывают различные конструкции, но ни одна из них не стала новым стандартом.

## Способы определения точки попадания

### Основанные на изображении на экране
В стволе пистолета расположен узконаправленный фотоэлемент. Фотоэлемент в момент выстрела считывает освещение и передаёт информацию на процессор приставки.
При стабильном заводском изготовлении таким пистолетам вообще не нужна пристрелка (калибровка), что особенно ценно для домашних приставок. В момент выстрела изображение на долю секунды заменяется особой картинкой, это может быть как белая вспышка, так и сложная чёрно-белая сетка. Невозможно непрерывное отслеживание: точка, в которую наведено ружьё, определяется только при нажатии спускового крючка. Соответственно, враги не могут чувствовать, что оружие наведено на них, невозможна стрельба очередями, затруднена навигация по интерфейсу с помощью пистолета. Некоторые модели привязаны к особенностям кинескопов и не будут работать на других телевизорах — ЖК-, плазменных, проекционных. Если у телевизора велико время реакции, такой пистолет тоже никуда не попадёт.

#### Светлые мишени с тёмным фоном
Мишени делаются светлыми на тёмном фоне. В момент выстрела фотоэлемент сообщает «1» (светло) или «0» (темно).
Некоторые игроки, раскусив этот принцип, в момент стрельбы направляли пистолет просто на включенную лампочку. От этого фотоэлемент быстро отказывал из-за ослепления. Опытным путём было вычислено, что лучше всего для такой цели подходит окно в дождливый день или в сумерки.
- Возвращаемые величины: попал/промахнулся.
- Преимущества: простота, работает с любым светящимся экраном (ЭЛТ, ЖК, плазма).
- Недостатки: реакция на любой освещённый объект; ровно одна мишень; мишени должны быть яркими на тёмном фоне.
- Автоматы: Зимняя охота
- Приставки: Magnavox Odyssey, клоны Pong.

#### Выделение мишеней в момент выстрела
В момент нажатия на спусковой крючок экран телевизора на доли секунды становится чёрным, с белым прямоугольником вместо цели. Опять-таки, пистолет возвращает «1», если он наведён на мишень, и «0» в противном случае. Если мишеней несколько, подбитая определяется двоичным поиском. В игре Hogan’s Alley в режиме «стрельба по банкам» целых три мишени, для снижения мигания сделан чёрный фон.
- Возвращаемые величины: в момент выстрела — номер сбитой мишени из небольшого количества.
- Преимущества: простота, работает с любым малоинерционным светящимся экраном.
- Недостатки: небольшое количество мишеней, заметное чёрное мигание, на ЖК-телевизорах может и не сработать.
- Приставки: NES

Причина, почему NES Zapper не работает с большинством HDTV, двойная. Во-первых, у ЖК есть задержки буферизации. Один полукадр (на PAL) длится всего 20 миллисекунд, задержки ЖК-телевизоров порядка 60 мс. Во-вторых, пистолет сделан на дешёвой элементной базе и реагирует на инфракрасное излучение, коего у ЖК недостаточно. По другим данным, дело в скорости реакции пикселей изображения: за 1⁄60 секунды ЖК не может сделать чистый чёрный или белый. Задержки буферизации бывают и у больших 100-герцовых кинескопов, их удаётся разрешить дорогими масштабирующими устройствами (HDTV upscalers), дающими задержку в 4 миллисекунды. Реагирует ли игра на включенную лампочку — это зависит от само́й игры, большинство NES-игр на лампочку всё же не реагирует.

#### Синхронизация с развёрткойЭЛТ
Эта система аналогична световому перу. Экран на мгновение освещается белым цветом. Система вычисляет время от начала развёртки до момента «встречи» пистолета и луча; таким образом вычисляются координаты точки попадания.
- Возвращаемые величины: в момент выстрела — (X,Y).
- Преимущества: простая конструкция; можно реализовать сколь угодно сложную логику попаданий (большое количество мишеней, мишени с кольцами, «критические зоны» на фигурах врагов и т. д.); высокая точность даже на домашней приставке; мигание экрана, хоть оно и есть, выглядит более естественно.
- Недостатки: требуется отдельный блок обработки пистолета, привязанный к генератору видеосигнала; привязано к особенностям аналогового телевизора с кинескопом и не работает даже на HD-кинескопах, не говоря уже о ЖК, плазменных, проекционных.
- Приставки: SNES, Namco GunCon 1 и 2 для PlayStation 1/2.

#### Фоторужьё с реакцией на сетку
В момент выстрела изображение на экране заменяется калибровочной сеткой, в ружье — цифровой фотоаппарат с небольшим числом пикселей, но малым углом обзора. Сетка устроена таким образом, что даже по снимку небольшой её части можно определить точку попадания.
- Возвращаемые величины: в момент выстрела — (X,Y).
- Преимущества: сложная логика попаданий, работает с любым малоинерционным светящимся экраном.
- Недостатки: мигание (причём не чёрное и не белое); экран всё ещё должен быть малоинерционным; для быстрой реакции нужна быстродействующая система обработки изображений; непонятно, как делить ответственность между игрой и API. Потому дальше патента дело не ушло.

#### Фоторужьё с реакцией на контуры экрана
Ружьё реагирует на контуры изображения. Рекламируется как единственный метод, повторяющий функциональность старых ЭЛТ-пистолетов.
- Возвращаемые величины: непрерывно — (X, Y).
- Преимущества: сложная логика попаданий без всякого мигания, реакция на наведённое ружьё, совместимость со всеми видами телевизоров (инерция мешает стрелку, но не аппаратуре), могут имитировать мышь для игры на эмуляторах.
- Недостатки: точность неизвестна, но из-за широкоугольной камеры вряд ли 1 пиксель FullHD; для быстрой реакции нужна быстродействующая система обработки изображения; рамка вокруг тёмного изображения.
- Периферия: Sinden Light Gun[11] (выпускаемый малыми сериями с 2020 года и на начало 2024 ещё действующий проект Kickstarter)

### Не привязанные к изображению
Эти способы определения точки попадания не привязываются к изображению на экране.
Все эти методы требуют точной настройки, поэтому применяются в основном в игровых автоматах. Зато в момент выстрела не меняется изображение, это важно в парной игре. Многие варианты передают точку попадания постоянно — таким образом, на экране может отображаться прицельная сетка; враги могут изменять своё поведение, когда оружие направлено на них; возможна стрельба очередями и навигация по интерфейсу с помощью пистолета.

#### Триангуляция
Около экрана располагаются ИК-излучатели. Датчик в стволе (это может быть как фотоэлемент, так и камера, последнее применено в Wii Remote) принимает их излучение, и решается задача решения треугольников. Бывает и наоборот: в пистолете излучатель, а датчики около экрана (PlayStation Move).
- Возвращаемые величины: непрерывно — (X,Y).
- Преимущества: независимость от экрана; сложная логика попаданий; в игровом автомате (где положение излучателей относительно экрана фиксировано) операции по настройке минимальны; из-за непрерывного отслеживания на экране можно показывать прицельную сетку (Ghost Squad); враги могут изменять своё поведение, когда игрок наводит оружие на них.
- Недостатки: в домашних устройствах — потребность в пристрелке (калибровке), желательно в исполнении опытного стрелка. Либо, как альтернатива, у пистолета нет прицела, а прицельная сетка рисуется прямо на экране[12]. Игроки на Wii жалуются на неточность[13], игроки на PlayStation Move — на задержку[12].
- Приставки: Wii Remote для Nintendo Wii, Namco GunCon 3 для PlayStation 3, PlayStation Move+Eye, EMS TopGun для X-Box[14].
- Автоматы: Ghost Squad

#### Аналоговыйджойстик
В игровых автоматах иногда применяется оружие, прикреплённое к качающейся подставке. Подставка является, по сути, аналоговым джойстиком (в стволе оружия ничего нет). Встречаются автоматы, в которых на подставке находится оптическое ружьё (например, Crossbow).
- Возвращаемые величины: непрерывно — (X,Y).
- Преимущества: простота, независимость от экрана; сложная логика попаданий; из-за непрерывного отслеживания к ружью можно прикрепить «оптический прицел» (Silent Scope) или постоянно показывать на экране прицельную сетку (Gunblade NY); враги могут изменять своё поведение, когда игрок наводит оружие на них. Возможна имитация отдачи оружия.
- Недостатки: оружие нельзя снять с подставки, непригодно для домашних приставок, требуется тонкая настройка.
- Автоматы: Silent Scope, Gunblade NY.

#### Лазерное ружьё
В стволе ружья находится яркий лазер. Экран (обычно проекционный) снимается камерой, которая не реагирует на изображение, но реагирует на световое пятно от лазера.
- Возвращаемые величины: в момент выстрела — (X, Y).
- Преимущества: простота, экран огромного размера в нескольких метрах от стрелка, произвольная логика попаданий. Калибровка под силу даже неопытному стрелку: поставил ружьё на станок, указал мышью пятно от лазера; либо просто показ на экране калибровочной сетки.
- Недостатки: слишком специфичное для домашнего применения оборудование. Требуется хорошо сбалансированное освещение — в темноте не видно прицела, на ярком свету слепнет экран.
- Применяется повсеместно в различных аттракционах.

### В многопользовательской игре
После того, как кто-то нажал на спусковой крючок, запускается один из вышеперечисленных алгоритмов для определения, в какую точку он попал.